# Are You Ready (canción de Pacific Gas & Electric)
«Are You Ready» es una canción compuesta por Charlie Allen y John Hill, que fue el principal éxito de la banda californiana Pacific Gas & Electric.
Estaba incluida en el tercer álbum de la banda, Are You Ready? (Columbia, 1970). Se editó como sencillo (CBS 5039), con una duración de 2,30 minutos, acompañada del tema tradicional "Stagolee", en la cara B del disco. El tema estaba producido por el propio John Hill, y alcanzó el número 14 en el Hot 100 de los Estados Unidos.

## Posicionamiento
| Año  | Canción       | US Hot 100 | R&B Singles |
| ---- | ------------- | ---------- | ----------- |
| 1970 | Are You Ready | 14         | 49          |

Los músicos que intervienen en el tema, son: Charlie Allen (cantante), Tom Marshall y Glenn Schwartz (guitarras), Brent Block (bajo eléctrico) y Frank Cooks (batería).